# Temporada de ciclones no Pacífico Sul de 2005-2006
A temporada de ciclones no Pacífico Sul de 2005-2006 foi um evento no ciclo anual de formação de ciclones tropicais. A temporada começou em 1 de novembro de 2005 e e terminou em 30 de abril de 2006. Estas datas delimitam convencionalmente o período de cada ano quando a maioria dos ciclones tropicais se formam no Oceano Pacífico sul a leste do meridiano 160 E. Além do mais, o plano de operações sobre ciclones tropicais define um "ano de ciclones tropicais" separado da temporada de ciclones tropicais. Este "ano" começou em 1 de julho de 2005 e terminou em 30 de julho de 2006.
Os ciclones tropicais que se formam entre os meridianos 160°L e 120°O e entre a Linha do Equador e a latitude 25°S são monitorados pelo Serviço Meteorológico de Fiji. Os ciclones tropicais que se formam entre os mesmos meridianos citados acima e ao sul da latitude 25°S são monitorados pelo Centro de Aviso de Ciclone Tropical (CACT) em Wellington, Nova Zelândia.

## Previsões da temporada
Durante Outubro de 2005, tanto o RSMC Nadi quanto o Instituto Nacional de Água e Pesquisa Atmosférica da Nova Zelândia emitiram previsões sazonais que continham informações sobre o que era esperado para ocorrer durante a temporada de ciclones tropicais 2005-06. Ambas as agências esperavam que a temporada veria uma quantidade quase média de atividade ciclônica no dia em que não houvesse El Nino ou La Nina. Como resultado destas condições, o RSMC Nadi previu que entre 7-9 ciclones tropicais se desenvolveriam, enquanto o NIWA não previu quantos ciclones tropicais haveria durante a temporada. O RSMC Nadi também informou que Fiji tinha uma maior chance de ser atingido por um ciclone tropical nesta temporada do que durante as temporadas anteriores. A NIWA também previu que havia um risco médio de um ciclone tropical chegando a 550 km de Fiji, Tonga, Niue, Vanuatu, Nova Caledônia, Wallis e Futuna, Ilhas Cook do Sul, Samoa e Nova Zelândia.

## Sistemas

### Depressão tropical 03F
Formou-se em 8 de dezembro e dissipou-se em 18 de dezembro de 2005.

### Ciclone tropical Tam
Tam originou-se em 6 de janeiro como a depressão tropical 04F perto de 15°S 179.5°E. O sistema permaneceu por alguns dias, aparentando enfraquecer significativamente, mas fortaleceu-se mais tarde. Como Tam se moveu para o sudeste em 12 de janeiro, um aviso de tempestade foi emitido para Tonga e mais tarde para Niue, bem como Samoa Americana. Tam acelerou para sudeste e tornou-se extratropical em 14 de Janeiro.

### Depressão tropical 05F
Formou-se em 10 de janeiro e dissipou-se em 13 de janeiro de 2006.

### Ciclone tropical Urmil
A segunda tempestade nomeada da temporada formou-se a partir de uma perturbação tropical fraca em 13 de janeiro. Mais tarde naquele dia, o CMRE de Nadi começou a emitir avisos sobre o sistema e classificou-o como Depressão Tropical 06F enquanto estava localizado a cerca de 370 km a oeste de Pago Pago Pago, Samoa Americana. Com condições ambientais favoráveis na sequência do ciclone tropical Tam, a depressão rapidamente se organizou, fortalecendo-se para um ciclone de categoria 1 seis horas após o primeiro aviso ter sido emitido e recebeu o nome de Urmil. Várias horas depois, o JTWC também começou a emitir alertas em Urmil, designando-o como Ciclone Tropical 07P. Em 14 de Janeiro, Urmil passou por um breve período de aprofundamento explosivo, atingindo a sua intensidade de pico de 110 km/h (70 mph 10-min). Não muito tempo depois de atingir o seu pico, aumento do cisalhamento do vento, águas mais frias, e o movimento mais rápido para a frente fez com que a tempestade enfraquecesse. Em 15 de janeiro, Urmil passou a ser um ciclone extratropical. Mais tarde, naquele dia, os remanescentes da tempestade foram absorvidos nos alísios de latitude média.
O ciclone tropical Urmil teve pouco impacto em terra, com ventos fortes sendo sentidos apenas em Tonga. Chuvas intensas exageraram as inundações produzidas pelo ciclone Tam no início de janeiro e causaram pequenos danos nas culturas.

### Depressão tropical 11F
Formou-se em 8 de fevereiro e dissipou-se em 10 de fevereiro de 2006.

### Depressão tropical 13F
Formou-se em 19 de fevereiro e dissipou-se em 26 de fevereiro de 2006.

## Nomes das tempestades
Áreas de baixa pressão de escala sinótica que se formam sobre águas quentes são nomeados a qualquer momento, desde que análises via Técnica Dvorak indiquem ventos fortes perto do centro do sistema. Diferente do padrão atlântico, um sistema tropical não nomeado poderá ter ventos fortes em um ou mais quadrantes, mas nunca perto do centro.
Ciclones tropicais que se formam entre os meridianos entre 160°L e 120°W são monitorados pelo Serviço Meteorológico de Fiji (SMF). Nunca foi observado a formação de um ciclone tropical a leste do meridiano 120°O e a costa oeste da América do Sul. Se futuramente um ciclone tropical se formar nesta região, é incerto como ele será monitorado.
Os nomes são dados em listas sequenciais. Os nomes usados na temporada de 2005 e 2006 estão listados abaixo:
- Tam
- Urnil
- Vaianu
- Wati

Além disso, o nome "Jim", que se formou e ganhou seu nome na área de responsabilidade do Centro de Aviso de Ciclone Tropical (CACT) de Brisbane, Austrália, manteve seu nome ao entrar na área de responsabilidade do Centro Meteorológico Regional Especializado (CMRE) de Nadi.

## Efeito sazonais
| Nome | Datas ativo                    | Classificação máxima | Velocidade de vento sustentados | Pressão              | Áreas afetadas | Danos (USD) | Fatalidades | Refs |
| ---- | ------------------------------ | -------------------- | ------------------------------- | -------------------- | -------------- | ----------- | ----------- | ---- |
| 01F  | 30 de novembro – 2 de dezembro | Depressão tropical   | Não definido                    | 1004 hPa (29.6 inHg) | Nenhum         | Nenhum      | Nenhum      |      |
| 02F  | 3 de dezembro–6                | Depressão tropical   | Não definido                    | 1002 hPa (29.6 inHg) | Nenhum         | Nenhum      | Nenhum      |      |
| Tam  | 6 de janeiro–14                | Cat 1                | 85 km/h (50 mph)                | 987 hPa (29.1 inHg)  |                |             |             |      |
| 09F  | 30 de janeiro                  | Depressão tropical   | Não definido                    | 994 hPa (29.4 inHg)  | Nenhum         | Nenhum      | Nenhum      |      |